# Mallory Leconte
Mallory Leconte (* 4. Oktober 2000 in Saint-Denis) ist eine französische Leichtathletin, die sich auf den Sprint spezialisiert hat.

## Sportliche Laufbahn
Erste Erfahrungen bei internationalen Meisterschaften sammelte Mallory Leconte im Jahr 2021, als sie bei den U23-Europameisterschaften in Tallinn mit der französischen 4-mal-100-Meter-Staffel in 44,15 s die Bronzemedaille hinter den Teams aus Deutschland und Spanien gewann. Im Jahr darauf wurde sie bei den Europameisterschaften in München im Semifinale im 100-Meter-Lauf disqualifiziert und kam mit der Staffel im Finale nicht ins Ziel. Zuvor gewann sie bei den Mittelmeerspielen in Oran in 44,63 s die Silbermedaille mit der Staffel hinter dem italienischen Team. Anschließend gewann sie bei den U23-Mittelmeer-Meisterschaften in Pescara in 11,58 s die Silbermedaille hinter ihrer Landsfrau Chloé Galet. 2023 wurde sie bei der 1. Liga der Team-Europameisterschaft im Rahmen der Europaspiele in Chorzów in 43,62 s Zweite im B-Lauf der 4-mal-100-Meter-Staffel und im August schied sie bei den Weltmeisterschaften in Budapest mit 43,12 s im Vorlauf aus.
In den Jahren 2022 und 2023 wurde Leconte französische Meisterin im 100-Meter-Lauf. Zudem wurde sie 2022 Hallenmeisterin über 60 Meter.

## Persönliche Bestleistungen
- 100 Meter: 11,23 s (+1,8 m/s), 29. Juli 2023 in Albi
  - 60 Meter (Halle): 7,29 s, 22. Februar 2023 in Madrid